# 유단 (교서우왕)
교서우왕 유단(膠西于王 劉端, ? ~ 기원전 108년), 혹 교서어왕(膠西於王)은 중국 전한의 황족·제후왕이다. 경제와 정희 사이의 아들이다.

## 생애
오초칠국의 난이 진압된 이후, 자살한 교서왕 유앙을 대신해 경제 3년(기원전 154년)에 교서왕이 되었다.
교서우왕은 음위를 앓고 있어 한 번 부인을 가까이하면 몇 달을 앓았다. 총애하는 소년을 낭(郞)으로 삼았는데, 이 낭이 후궁과 난행을 하자 죽이고 그 어머니와 아들도 죽였다. 자주 법을 어겨 대신들이 죽이도록 청했으나 황제는 차마 그러지 못했고, 더 심해지자 교서우왕의 봉국을 절반 이상 깎았다. 교서우왕은 불만을 품고 나라를 다스리지 않아, 부고가 무너지고 많은 재물이 훼손되었으나 부고를 수리하지 않았으며 관리들에게 세금을 걷지 말라고 명령했다. 또 숙위를 두지 않고, 궁궐을 봉하고 한 문만으로 출입했으며, 변성명하고 미복으로 다른 나라를 왕래했다. 한나라에서 임명한 상과 질이천석의 관리들이 한나라의 법대로 치리하면 자신이 조정에 이들의 죄를 고해 죽이고 죄가 없으면 기만하여 죽였는데, 모략이 무궁무진하고 고집이 세어 남의 말을 듣지 않으며 자기 잘못을 잘 꾸몄다. 또 이 상이나 관리들이 교서우왕의 말대로 다스리면 한나라에서 주살해, 교서나라의 상이나 이천석 이상의 관료들은 숱하게 죽어나갔다. 동중서와 사이가 나쁜 공손홍이 교서우왕의 손을 빌려 죽이려고 동중서를 교서우왕의 상으로 삼은 적이 있었다. 한편 회남왕 유안이 반란죄로 사로잡혔을 때, 회남왕을 법대로 죽이고 회남왕의 관리들도 다 삭탈관직하고 관리가 아닌 자들은 속죄금을 내라고 상소를 올렸다.
교서우왕은 47년간 왕으로 있다 죽었고, 아들이 없어 봉국은 폐지되었다. 시호는 우(于) 혹은 어(於)이다.